# St. Franziskus von Assisi (Šilalė)

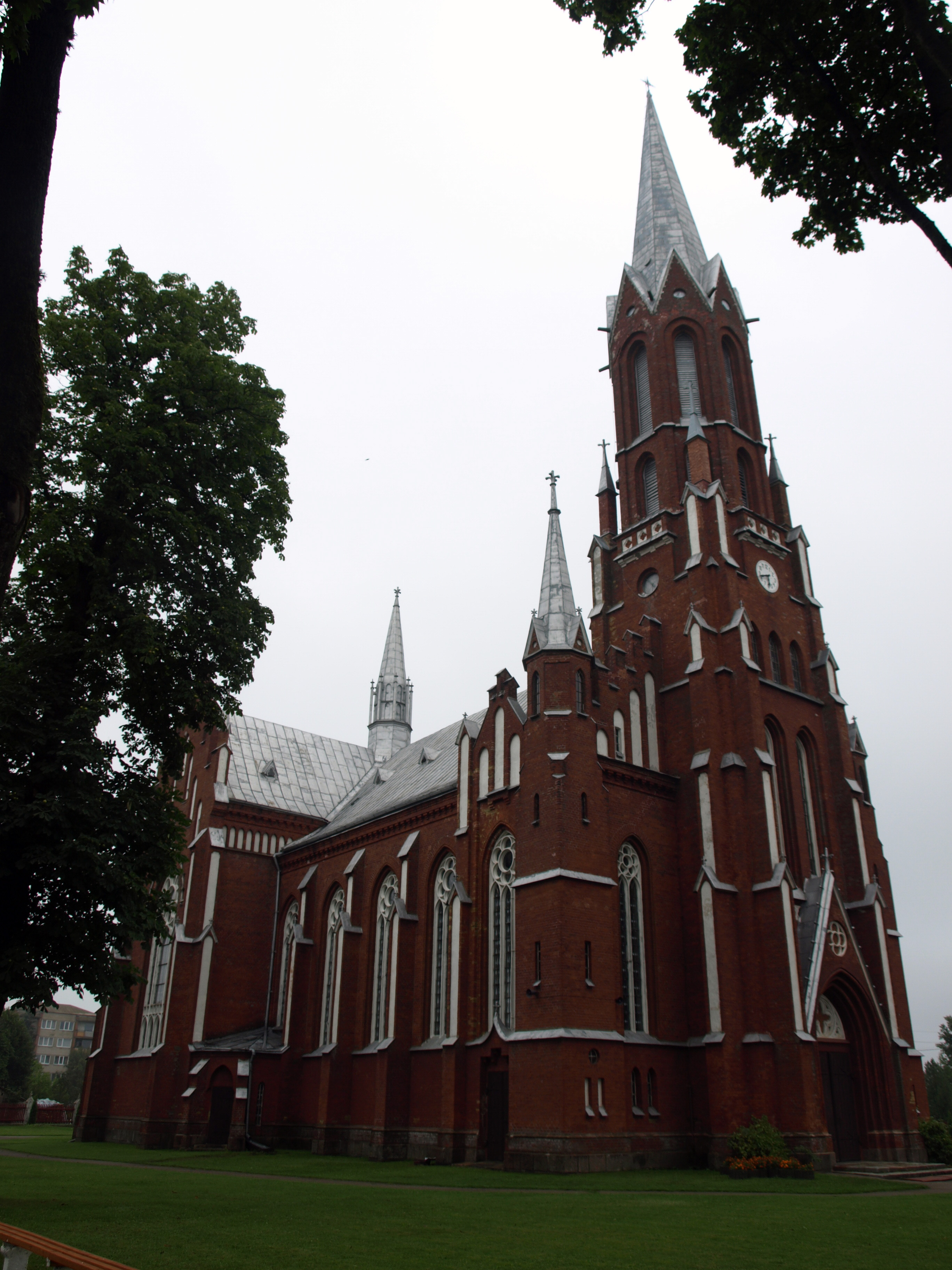
St. Franziskus von Assisi

St. Franziskus von Assisi ist eine neugotische römisch-katholische Kirche in Šilalė in Litauen. Sie untersteht dem Dekanat Šilalė (Bistum Telšiai).

## Geschichte
Nachdem der Gutsbesitzer Orvydas (Orvydavičius) 1533 eine erste Kirche in Šilalė erbaut hatte, wurde die Pfarrgemeinde errichtet. Der Pfarrer Jonas Tartila schloss sich der Reformation an und musste 1536 nach Kleinlitauen emigrieren.
Pranas Pilsudskis baute 1769 eine Backsteinkirche, die 1829 durch einen Brand zerstört und 1830 renoviert wurde.
Es bestand eine Pfarrgemeindeschule.
Von 1905 bis 1909 baute man die heutige Kirche.